# Le Cancre du bahut
Pour plus de détails, voir Fiche technique et Distribution.
Le Cancre du bahut (Pierino contro tutti) est une comédie érotique italienne réalisée par Marino Girolami et sortie en 1981.
Le personnage principal du film est Pierino, une variante italienne de Toto. Le film a connu un succès massif au box-office italien et a donné lieu à une brève série de suites (pour la plupart non officielles) comprenant une version féminine de Pierino, ainsi qu'à un sous-genre éphémère de films à sketches dans lesquels l'intrigue consiste essentiellement en une série de blagues placées les unes après les autres,.

## Synopsis
Pierino est un garçon agité qui fait des farces partout et à tout le monde : à sa sœur, à l'auberge de son père et surtout à l'école. Il s'en prend particulièrement à Mlle Mazzacurati, sa prof bourrue et hystérique, qui tente en vain de séduire le professeur Celani, le professeur d'éducation physique. Un jour, Pierino répond à une question de manière vulgaire et se fait renvoyer de la classe. Il décide alors de préparer une blague qui suggère que Mlle Mazzacurati lui a uriné dessus. Ensuite, il lui cause une fracture du bras en coupant les barreaux de sa chaise avec une scie.
À cause de cet incident, on fait appel à une enseignante remplaçante, la jeune et belle Mlle Rizzi, et Pierino tombe immédiatement amoureux d'elle. Mais le garçon doit bientôt faire face au professeur Celani, qui, dès sa première rencontre avec l'enseignante remplaçante, lui fait part de ses intentions de la conquérir. Pierino organise toute une série de farces pour se venger du professeur, allant jusqu'à lui casser une jambe. Finalement, il est renvoyé de l'école qu'il n'aime pas à cause de son comportement, et il n'oublie pas de faire un bras d'honneur en partant.

## Fiche technique
- Titre français : Le Cancre du bahut ou Le Con de la classe[3]
- Titre original italien : Pierino contro tutti[4]
- Réalisation : Marino Girolami
- Scénario : Gianfranco Clerici, Vincenzo Mannino (it)
- Photographie : Federico Zanni
- Montage : Alberto Moriani (it)
- Musique : Berto Pisano
- Décors : Vincenzo Morozzi
- Costumes : Silvana Scandariato
- Production : Cecilia Bigazzi
- Sociétés de production : Dania Film, Filmes International, Medusa Distribuzione
- Pays de production :  Italie
- Langue originale : italien
- Format : Couleur - 1,85:1 - Son mono - 35 mm
- Genre : Comédie érotique italienne
- Durée : 92 minutes (1 h 32)
- Dates de sortie : 
  - Italie : 19 septembre 1981
  - France : 24 mars 1982[3]

## Distribution
- Alvaro Vitali : Pierino
- Giancarlo Colarossi : Lucio
- Walter Margara : Luigi
- Michele Gammino : Professeur Celani
- Michela Miti : Professeure Rizzi
- Sophia Lombardo : Professeure Mazzacurati
- Enzo Liberti : Aristide, le père de Pierino
- Giulio Massimini : Le père de Luigi.
- Riccardo Billi : Le grand-père de Pierino
- Deddi Savagnone : La mère de Pierino.
- Marisa Merlini : Nadia, la voyante
- Enzo Garinei : Le client de la quincaillerie.
- Enzo Robutti : Le propriétaire de la quincaillerie.
- Attilio Dottesio : Le médecin
- Cristina Moffa : Sabrina, la sœur de Pierino
- Alfredo Adami : Alfonso, le concierge
- Stefania Stella : Benedetta, la serveuse de l'auberge
- Vincenzo Crocitti : L'homme mordu par une vipère
- Francesca Romana Coluzzi : La passante qui a peur des chats.
- Susanna Fassetta : Susanna
- Salvatore Baccaro : Giovanni, le joueur de flipper
- Fabio Grossi (it) : Le barman
- Franca Scagnetti (it) : La caissière du bar
- Franco Caracciolo : Le pilier de bar
- Franca Mantelli : La mère dans le parc
- Ennio Antonelli : Le client de l'auberge
- Dino Cassio : Le chauffeur de taxi
- Guerrino Crivello : L'homme à côté de la femme enceinte
- Valerio Isidori : Le mendiant
- Diana Dei : La femme assise sur le banc.
- Antonio Spinnato : Le spectateur au cinéma

## Accueil
Le Cancre du bahut prend la quinzième place de la saison 1981-1982 en Italie avec 585 000 spectateurs, totalisant environ 7 000 000 000 de lires de recettes. Avec les ressorties, le film a rapporté environ 10 milliards de lires au total.